# 요안니스 5세
요안니스 5세 팔레올로고스(그리스어: Ίωάννης Ε' Παλαιολόγος, 1332년 6월 18일 ~ 1391년 2월 16일)는 동로마 제국의 황제이다.
요안니스 6세 칸타쿠지노스와의 내전에서 패배하여 공동 황제가 되었다. 그는 학문과 문학을 사랑하였다. 그는 또다시 마누일 2세 팔레올로고스, 안드로니코스 4세 팔레올로고스와 내전을 치러야만 했다. 이 내전은 안드로니코스 4세의 재위 욕심에서 비롯된 것이었다. 오스만 제국의 명령으로 요안니스 5세는 자신의 아들인 안드로니코스 4세의 한쪽 눈을 멀게 하였고, 결국 내전을 치르게 된 것이다. 이 내전에서 요안니스 5세는 자신의 어리석음을 후회하였다. 이 치열한 내전은 마누일 2세가 승리하고 황제가 되면서 끝이 났다.